# Cynthia Rhodes
Cynthia Rhodes (21 de Novembro de 1956) é uma atriz, cantora e dançarina estadunidense.

## Carreira
Nascida em Nashville, Tennessee, Cynthia Rhodes iniciou sua carreira como cantora e dançarina nos anos 70. Ela conseguiu pequenos papéis em musicais como Xanadu (1980) e Flashdance (1983). Nesse mesmo ano, recebeu destaque ao interpretar uma bailarina em "Os Embalos de Sábado Continuam", continuação do clássico "Os Embalos de Sábado à Noite" (1977), protagonizado por John Travolta. No filme, Cynthia é Jackie, uma dançarina e cantora de uma banda fictícia que toca em um bar (seu companheiro de banda é o próprio Frank Stallone, responsável por grande parte da trilha sonora do filme, ao lado dos Bee Gees. O filme foi um fracasso de crítica, mas um sucesso de bilheteria. Entretanto, ela obteve seu maior êxito no cinema ao interpretar o papel de Penny Johnson no filme Dirty Dancing - Ritmo Quente (1987).

## Vida pessoal
Cynthia Rhodes conheceu o cantor pop Richard Marx em 1983 enquanto trabalhava em um dueto para a trilha sonora de "Os Embalos de Sábado Continuam". O casal só viria a iniciar um relacionamento em idos de 1985. Depois de 4 anos de namoro, eles se casaram em 9 de janeiro de 1989. Apesar de Cynthia ter uma carreira encaminhada neste momento, ela decidiu parar de atuar para ficar em casa cuidando dos três filhos do casal. Hoje, ela reside com a família em Illinois. Após um casamento de 25 anos, ela e Richard Marx se separaram em 2014.

## Filmografia
- One from the Heart (1982)
- Xanadu (1980) - Ensemble Dancer
- Flashdance (1983) - Tina Tech
- Os Embalos de Sábado Continuam (Staying Alive) (1983) - Jackie
- Runaway (1984) - Officer Karen Thompson
- Dirty Dancing - Ritmo Quente (1987) - Penny Johnson
- Curse of the Crystal Eye (1991) - Vickie Phillips

## Músicas
- "Room To Move" - Animotion (1989)
- "Calling It Love" - Animotion (1989)
- "I'm Never Gonna Give You Up" dueto com Frank Stallone - Trilha sonora de "Os Embalos de Sábado Continuam" (1983)
- "Finding Out The Hard Way" - Trilha sonora de "Os Embalos de Sábado Continuam" (1983)